# Sapochopo
Sapochopo är en ort i Mexiko.   Den ligger i kommunen Navojoa och delstaten Sonora, i den västra delen av landet, 1 400 km nordväst om huvudstaden Mexico City. Sapochopo ligger 32 meter över havet och antalet invånare är 408.
Terrängen runt Sapochopo är mycket platt. Runt Sapochopo är det ganska glesbefolkat, med 36 invånare per kvadratkilometer. Närmaste större samhälle är Navojoa, 5,6 km öster om Sapochopo. Trakten runt Sapochopo består till största delen av jordbruksmark.